# رستگاری نابودگر (بازی ویدئویی)
رستگاری نابودگر (به انگلیسی: Terminator Salvation)، یک بازی سبک اکشن سوم شخص از سری ترمیناتور است که توسط شرکت GRIN از روی فیلم رستگاری نابودگر ساخته شده و در سال ۲۰۰۹ برای پلی‌استیشن ۳، ایکس‌باکس ۳۶۰، ویندوز، آیفون اواس منتشر شده‌است.

## داستان
داستان بازی دقیقاً برگرفته از فیلم نیست حمله روبات‌ها به زمین همه چیز را به هم ریخته ارتش آمریکا گروهی را به نام گروه مقاومت را تشکیل می‌دهد. شما در نقش یکی از این سربازان گروه مقاومت بنام جان کانر هستید.
| گردآورنده  | امتیاز                    |
| ---------- | ------------------------- |
| گیم‌رنکینگز | ۵۱٪(based on 18 reviews)  |
| متاکریتیک  | ۴۸٪ (based on 23 reviews) |

| ناشر       | امتیاز |
| ---------- | ------ |
| دنیای بازی | [ ۵ ]  |
| گیم‌اسپات   | ۵/۱۰   |

## پوند به بیرون
- Official Website
- Terminator Salvation at IGN
- Terminator Salvation: The Video Game در بانک اطلاعات اینترنتی فیلم‌ها (IMDb)